# Halichoanolaimus dolichurus
Halichoanolaimus dolichurus är en rundmaskart som beskrevs av Ssaweljev 1912. Halichoanolaimus dolichurus ingår i släktet Halichoanolaimus och familjen Choniolaimidae. Arten är reproducerande i Sverige. Inga underarter finns listade i Catalogue of Life.